# Esbern-Snare-Klasse
Die Esbern-Snare-Klasse der Königlich Dänischen Marine bestand aus drei Fregatten, die ursprünglich als Geleitzerstörer der Hunt-Klasse gebaut wurden. Die Royal Navy verlieh diese ab 1952 an die Dänische Marine, gab sie dann aber ab 1954 endgültig ab.

## Geschichte
Bei den drei die Schiffsklasse bildenden Schiffen handelte es sich um Geleitzerstörer die bereits etliche Jahren in der Reserveflotte der Royal Navy waren. Im Februar 1952 fiel die Entscheidung, die Schiffe für zunächst neun Jahre nach Dänemark zu verleihen. Im Rahmen dieser Übernahme wurden die Schiffe zu Fregatten umgebaut. Nach dem Umbau verfügten die Schiffen über drei 102-mm-Zwillingsgeschütze, vier einzelne 40-mm-Maschinenkanonen und Wasserbombenwerfer. Die Leistung der Maschinenanlage war bei den drei Schiffen auf 19.000 PS begrenzt worden und ermöglichte ihnen damit eine Höchstgeschwindigkeit von 23,8 kn. Nach dieser Modernisierung wurden die Schiffe 1954, nunmehr als Esbern Snare-Klasse in Dienst genommen und später angekauft. Nachdem die Esbern Snare bereits am 2. September 1966 zum Abbruch nach Schweden verkauft worden war, endete der Einsatz der ehemals britischen Geleitzerstörer in der dänischen Flotte am 26. Oktober 1966 endgültig durch den Verkauf der Valdemar Sejr zusammen mit der Rolf Krake zum gleichen Zweck.
| Name          | Kennung | ex              | Bauwerft                 | Kiellegung | Stapellauf          | Ankunft DK | in Dienst  | Endschicksal                             |
| ------------- | ------- | --------------- | ------------------------ | ---------- | ------------------- | ---------- | ---------- | ---------------------------------------- |
| Esbern Snare  | F341    | Blackmore (L43) | Stephen & Sons, BNr. 579 | 10.02.40   | 02.12.41            | 06.09.52   | 15.02.1954 | 1965 a. D., 9.1966 zum Abbruch verkauft  |
| Valdemar Sejr | F343    | Exmoor (L08)    | Swan Hunter, BNr. 1593   | 07.06.40   | 12.03.41 als Burton | 18.10.52   | 21.06.1954 | 1962 a. D., 10.1966 zum Abbruch verkauft |
| Rolf Krake    | F342    | Calpe (L71)     | Swan Hunter, BNr. 1595   | 12.06.40   | 28.04.41            | 29.12.52   | 18.10.1954 | 1962 a. D., 10.1966 zum Abbruch verkauft |

### Esbern Snare

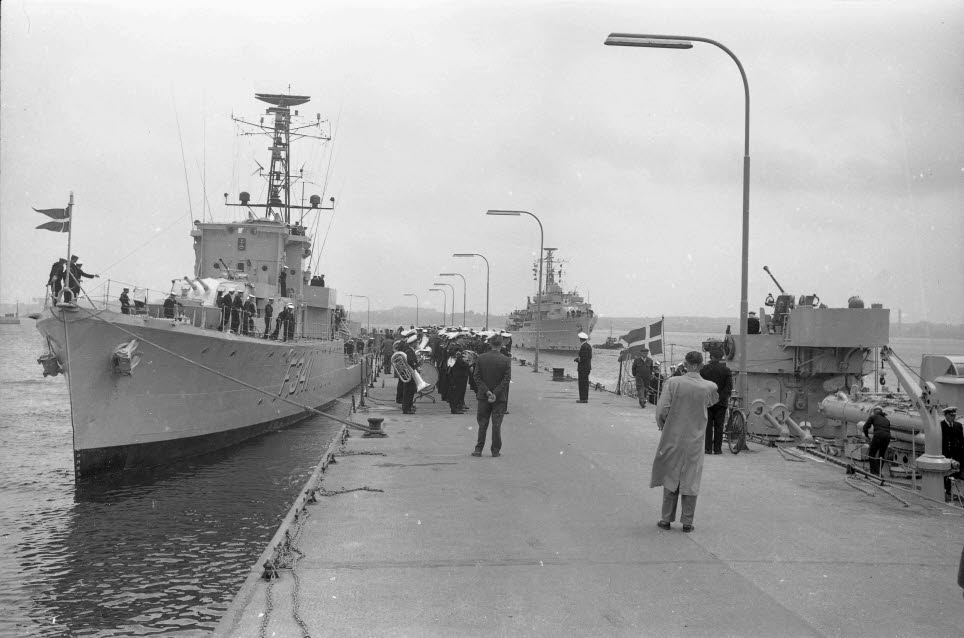
Fregatte Esbern Snare kommt zur Kieler Woche 1963 an die Tirpitzmole

Als erster der drei ehemaligen Hunt-Zerstörer war Anfang September 1954 die Blackmore als Esbern Snare mit der Kennung „F341“ in den Dienst der Dänischen Flotte gekommen. Namensgeber der Fregatte war der dänische Adlige und Heerführer Esbern Snare (1127–1204). Zuvor hatte  in der dänischen Marine von 1862 bis 1923 diesen Namen eine Panzerkorvette geführt.

Die kurz nach Ausbruch des Zweiten Weltkriegs bei A. Stephen & Sons in Glasgow bestellte Blackmore war ab April 1942 im Einsatz bei der Royal Navy, wurde mit den Battle Honours Atlantic 1943, Salerno1943, Adriatic 1944 und South France 1944 ausgezeichnet und war zuletzt bei der Eastern Fleet vor Malaya eingesetzt worden. Ende 1945 aus dem Fernen Osten nach Großbritannien zurückgekehrt, gehörte der Geleitzerstörer bis 1952 zur Reserve der Royal Navy.
Die Umrüstung und Modernisierung des Schiffes erfolgte auf der Orlogsværftet in Kopenhagen, Mitte Februar 1954 kam das jetzt als Fregatte bezeichnete Schiff als erstes der Klasse in den Dienst der Dänischen Marine. Zusammen mit ihrem Schwesterschiff Valdemar Sejr besuchte sie im August 1956 die Sowjetunion zum ersten Flottenbesuch der dänischen Marine in Russland seit 1909. Als einzige der drei Fregatten wurde das Schiff 1961/62 noch einmal grundüberholt. Danach wurde die Fregatte meist im Fischereischutz eingesetzt, begleitete aber auch den dänischen König im Sommer 1963 bei einer Besuchsreise zu den Färöern und nach Norwegen. 1964 nahm sie an einem dänischen Flottenbesuch in Polen teil. Am 9. Januar 1965 wurde die Fregatte als letzte ihrer Klasse außer Dienst gestellt und dann als erste ihrer Klasse am 2. September 1966 zum Abbruch verkauft, der dann in Schweden erfolgte.

### Valdemar Sejr
Als zweites Schiff der britischen Hunt-Klasse verfügte die Dänische Marine über die Fregatte Valdemar Sejr. Bei Swan Hunter gebaut, war dieses Schiff unter dem Namen Burton vom Stapel gelaufen, dann aber als zweite Exmoor (L08) ab Oktober 1941 von der Royal Navy im Zweiten Weltkrieg eingesetzt worden. Ausgezeichnet wurde das Schiff mit den Battle Honours Atlantic 1941–42, Libya 1942, Sicily 1943, Salerno 1943, Aegean 1943 und Mediterranean 1944. Das 1945 noch gegen die in der Ägäis verbliebenen Deutschen eingesetzte Schiff sollte wie die beiden weiteren Schiffe auch noch gegen die Japaner in Malaya eingesetzt werden, was aber wegen des Kriegsendes unterblieb. Auch bis 1952 in der Reserve, wurde es an Dänemark abgegeben, wo es am 8. Oktober 1952 eintraf.

Die Umrüstung des nun Valdemar Sejr benannten Schiffes erfolgte bei der Frederikshavn Værft. Namensgeber des Schiffes war Waldemar II. (1170 bis 1241) „der Sieger“, Herzog von Schleswig (1182–1202) und König von Dänemark (1202–1241). Nach ihm benannt worden waren unter anderen schon zwei Linienschiffe (1798–1807 bzw. 1830–1864).
Die Dienstzeit der Valdemar Sejr war wie die der beiden Schwesterschiffe im dänischen Dienst ohne große Höhepunkte. Mit dem Schwesterschiff Esbern Snare führte sie im August 1956 den ersten dänischen Flottenbesuch in der Sowjetunion durch. Zum Ende ihrer Dienstzeit wurde die Fregatte als Lager- und Wohnschiff der dänischen U-Boot-Flottille genutzt und am 13. Oktober 1962 als zweites Boot der Klasse außer Dienst gestellt und am 26. Oktober 1966 verkauft.

### Rolf Krake
Die ehemalige Calpe traf als letztes der drei Schiffe am 20. Dezember 1952 in Kopenhagen ein. Der endgültige Umbau für den Einsatz in der dänischen Flotte erfolgte bei der Calpe vom August 1953 bis zum September 1954 bei der Aarhus Flydedok & Maskinkompagni; Am 18. Oktober 1954 kam sie als Rolf Krake (F342) in den Dienst der Dänischen Marine Mit Außerdienststellung der Rolf Krake begann die Aussonderung des Typs in der Dänischen Marine.